# Else Hoppe
Else Hoppe (... – ???) è stata una pattinatrice artistica su ghiaccio cecoslovacca. Insieme a Oscar Hoppe è diventata la prima pattinatrice cecoslovacca a vincere una medaglia al Campionato del mondo.

## Risultati
Con  Oscar Hoppe
| Evento              | 1925 | 1926 | 1927 | 1928 | 1929 | 1930 | 1931 |
| ------------------- | ---- | ---- | ---- | ---- | ---- | ---- | ---- |
| Campionati mondiali | 5°   | 7°   | 3°   |      | 6°   |      | 6°   |
| Campionati europei  |      |      |      |      |      | 7°   |      |